# Furukawa Makoto
Furukawa Makoto (古川 慎 (Cổ Xuyên Thận) Furukawa Makoto, sinh ngày 29 tháng 9 năm 1989) là một diễn viên lồng tiếng Nhật Bản, thuộc Space Craft Group. Vai diễn đáng chú ý nhất của anh là nhân vật chính Saitama trong anime One-Punch Man và Banri Tada trong Golden Time.

## Vai diễn lồng tiếng

### Anime truyền hình
2012
- Hidamari Sketch × Honeycomb, Yoshio

2013
- Gaist Crusher, Shiren Quartzheart
- Golden Time, Banri Tada
- Log Horizon, Smoking Thunder
- Sunday Without God, Menhim
- Toaru Kagaku no Railgun S, Kenji Madarame

2014
- Aldnoah.Zero, Shigō Kakei
- Haikyū!!, Yūtarō Kindaichi
- Seirei Tsukai no Blade Dance, Kamito Kazehaya

2015
- Aldnoah.Zero Part 2, Shigō Kakei
- Haikyū!! 2, Yūtarō Kindaichi
- Is It Wrong to Try to Pick Up Girls in a Dungeon?, Miach
- High School DxD BorN, Diodora Astaroth
- Mikagura School Suite, Sadamatsu Minatogawa
- One-Punch Man, Saitama
- The Heroic Legend of Arslan, Kirus
- Anti-Magic Academy: The 35th Test Platoon, Reima Tenmyōji

2016
- Please Tell Me! Galko-chan, Bomuo
- PriPara, Ham
- Orange, Hiroto Suwa
- Taboo Tattoo, Justice Akatsuka
- The Disastrous Life of Saiki K., Male Ghost
- 91 Days, Arturo Tronco
- Digimon Universe: Appli Monsters, Yūjin Ōzora
- Touken Ranbu Hanamaru, Ookurikara

2017
- One-Punch Man 2, Saitama
- ACCA: 13-Territory Inspection Dept., Biscuit
- One Piece, Zappa
- Akashic Records of Bastard Magic Instructor, Rainer
- Katsugeki/Touken Ranbu, Ookurikara
- Fate/Apocrypha, Rider of Red
- Shoukoku no Altair, Zaganos Zehir
- Tsukipro The Animation, Soshi Kagurazaka

2018
- Hoshin Engi, Nataku
- Kaguya-sama wa Kokurasetai ~Tensai-tachi no Ren'ai Zunōsen~, Shirogane Miyuki

### Phim
- Orange: Future (2016), Hiroto Suwa
- Fairy Tail: Dragon Cry (2017), King Animus

### Tokusatsu
- Kamen Rider Ghost (2015), Katana Ganma (ep 13 (eps 1 voice of Takahiro Fujiwara) )
- Shuriken Sentai Ninninger vs. ToQger the Movie: Ninja in Wonderland (2016), Dark Akaninger

### Video Game
- THE iDOLM@STER: SideM (2015), Asselin BB II
- Shin Sangoku Musou Eiketsuden (2016), Lei Bin
- Touken Ranbu (2015), Ookurikara
- IDOLiSH 7 (2016), Okazaki Rinto
- Yumeiro Cast (2015), Kuroki Ryousuke
- Tsukino Paradise (2017) Soshi Kagurazaka
- Honkai Star Rail (2023), Gepard